# Загурський Артем Олександрович
Арте́м Олекса́ндрович Загу́рський — старший солдат Збройних сил України, учасник російсько-української війни

## Нагороди
За особисту мужність і героїзм, виявлені у захисті державного суверенітету та територіальної цілісності України, вірність військовій присязі під час російсько-української війни нагороджений
- орденом «За мужність» III ступеня (27.11.2014).